# Alouatta nigerrima
O bugio-preto-da-amazônia é uma espécie de primata endêmico da Amazônia brasileira, encontrado nos estados do Pará e Amazonas. É encontrado basicamente ao sul do rio Amazonas, entre os rios Tapajós e Madeira. Possui pelagem toda negra, longa e brilhante.